# Gather Yourselves Together
Gather Yourself Together este un roman timpuriu al autorului de science fiction Philip K. Dick, scris în jurul anilor 1948-1950 și publicat postum de WCS Books în 1994. Ca multe dintre cărțile sale timpurii care au fost considerate nepotrivite pentru publicare când au fost prezentate pentru prima oară ca manuscrise, aceasta nu este un roman science fiction, ci o lucrare de ficțiune literară. Manuscrisul avea 481 de pagini. În perioada în care a fost publicat, era unul dintre cele două romane ale lui Dick despre care se știa că nu a fost încă publicat. Celălalt manuscris, Voices from the Street, a fost publicat în 2007. 
Dwight Brown a scris postfața romanului. Începând cu anul 2011, ediția originală hardcover a fost epuizată;  în iulie 2012, Houghton Mifflin Harcourt a relansat o ediție comercială paperback, Gather Yourself Together, completată cu postfața lui Brown. 

## Rezumat
După victoria finală a comuniștilor chinezi ai lui Mao Zedong în 1949, o companie americană se pregătește să renunțe la operațiunile lor în China, lăsând trei oameni în urmă pentru a supraveghea afacerile de tranziție - Carl Fitter, Verne Tildon și Barbara Mahler. Verne și Barbara au avut anterior o relație în Statele Unite, în 1945, când ea și-a pierdut virginitatea. Au făcut din nou sex, dar Barbara s-a maturizat și a devenit mai interesată de Carl, care este mai tânăr decât ea. Carl este mult mai interesat să citească volumul său în manuscris de filosofie personală, dar Barbara reușește să îl seducă, cu puțin înainte de sosirea chinezilor. 

## Aspecte ale romanului
În ciuda faptului că a fost o lucrare timpurie, non-science fiction, cartea prefigurează mai multe tipare ale scrierii lui Dick. 
- Carl păstrează un jurnal la fel ca Dick în  anilor 1970 (Exegesis)
- Există o poveste "dead-cat-as-indictment-for-being", care este foarte asemănătoare cu cea utilizată mai târziu în VALIS.
- Prima "fată cu păr închis - Dark Haired Girl" din oricare dintre romanele lui Dick apare într-unul din retrospectivele lui Carl.
- "Teddy", una dintre cuceririle din trecut ale lui Verne, este probabil o versiune imaginară a surorii lui Dick cu același nume.
- Concluzia romanului atrage paralele între America și Imperiul Roman târziu și între primii creștini și chinezii comuniști.